# Anemone patula
Anemone patula là một loài thực vật có hoa trong họ Mao lương. Loài này được C.C.Chang ex W.T.Wang mô tả khoa học đầu tiên năm 1974.